# Min ven Thomas
Min ven Thomas er en roman fra 1987 af Kirsten Holst.

## Handling
Claus er lige begyndt i 2.g på gymnasium, og Thomas er hans bedste ven.
De er på intro-weekend ude ved Hannah i hendes forældres store hus. Det er her, handlingen begynder, og de fleste ting relateres tilbage hertil.
Claus er vild med Agathe, men hun er ikke interesseret i ham. Først da de skal arbejde sammen om et projekt på gymnasiet, får Agathe øjnene op for han. Claus og Agathe tilbringer meget tid sammen efter skole for at færdiggøre deres projekt. En dag fortæller Agathe, at hun har en kæreste. Claus er ligeglad og fortæller hende, at han elsker hende.
Thomas bliver mere og mere asocial, deprimeret og tyndere. En dag tager Claus hjem til hans forældre og spørger efter ham, men hans mor siger køligt, at hun ikke har nogen søn, så Claus skynder sig hjem.
Claus snakker med Hannah om det, og hun siger, at Thomas ligger på psykiatrisk afdeling og ved udskrivelse kommer hjem til hende, men at han nok ikke kommer i skole igen. Claus må ikke besøge Thomas endnu, men Hannah siger, at Thomas savner ham.
Agathe er hjemme ved Claus en aften. De bliver fulde, og de går seng sammen. Agathe gør det forbi med sin kæreste, så Claus og Agathe nu kommer sammen.
Hannah kommer og siger til Claus, at nu må han godt besøge Thomas.
Claus skynder sig alt, hvad han kan ud til ham efter skole. Claus sidder ved Thomas noget tid, og Thomas fortæller, at han er bøsse, har aids og meget snart skal dø. Claus bliver meget ked af det. Nogle dage efter dør Thomas.
Agathe og Claus bliver enige om, at de vil blive sammen, indtil der ikke er mere kærlighed eller liv - hvad end der nu kommer først.